# Nisída Sariá
Nisída Sariá är en ö i Grekland.   Den ligger i prefekturen Nomós Dodekanísou och regionen Sydegeiska öarna, i den sydöstra delen av landet, 400 km sydost om huvudstaden Aten. Arean är 20,4 kvadratkilometer.
Terrängen på Nisída Sariá är kuperad. Öns högsta punkt är 611 meter över havet. Den sträcker sig 8,5 kilometer i nord-sydlig riktning, och 5,1 kilometer i öst-västlig riktning.